# Chiesa di San Maurizio Martire
La chiesa di San Maurizio Martire è un luogo di culto cattolico dalle forme neoclassiche, situato sulla sommità di uno sperone roccioso a Pozzolo, frazione di Bore, in provincia di Parma e diocesi di Piacenza-Bobbio; è sede di una parrocchia compresa nel vicariato della Val Taro e Val Ceno.

## Storia
Il luogo di culto originario fu costruito in epoca alto-medievale; le prime testimonianze della sua esistenza risalgono infatti al X e XI secolo, quando dipendeva dalla collegiata di Castell'Arquato.
Nel 1852 fu decisa la completa riedificazione della chiesa, che fu eretta sulle rovine del tempio preesistente tra il 1855 (o 1857) e il 1859, anno in cui la nuova struttura fu inaugurata e benedetta.
Nel 2009 il tetto in coppi del luogo di culto fu interamente ristrutturato.

## Descrizione

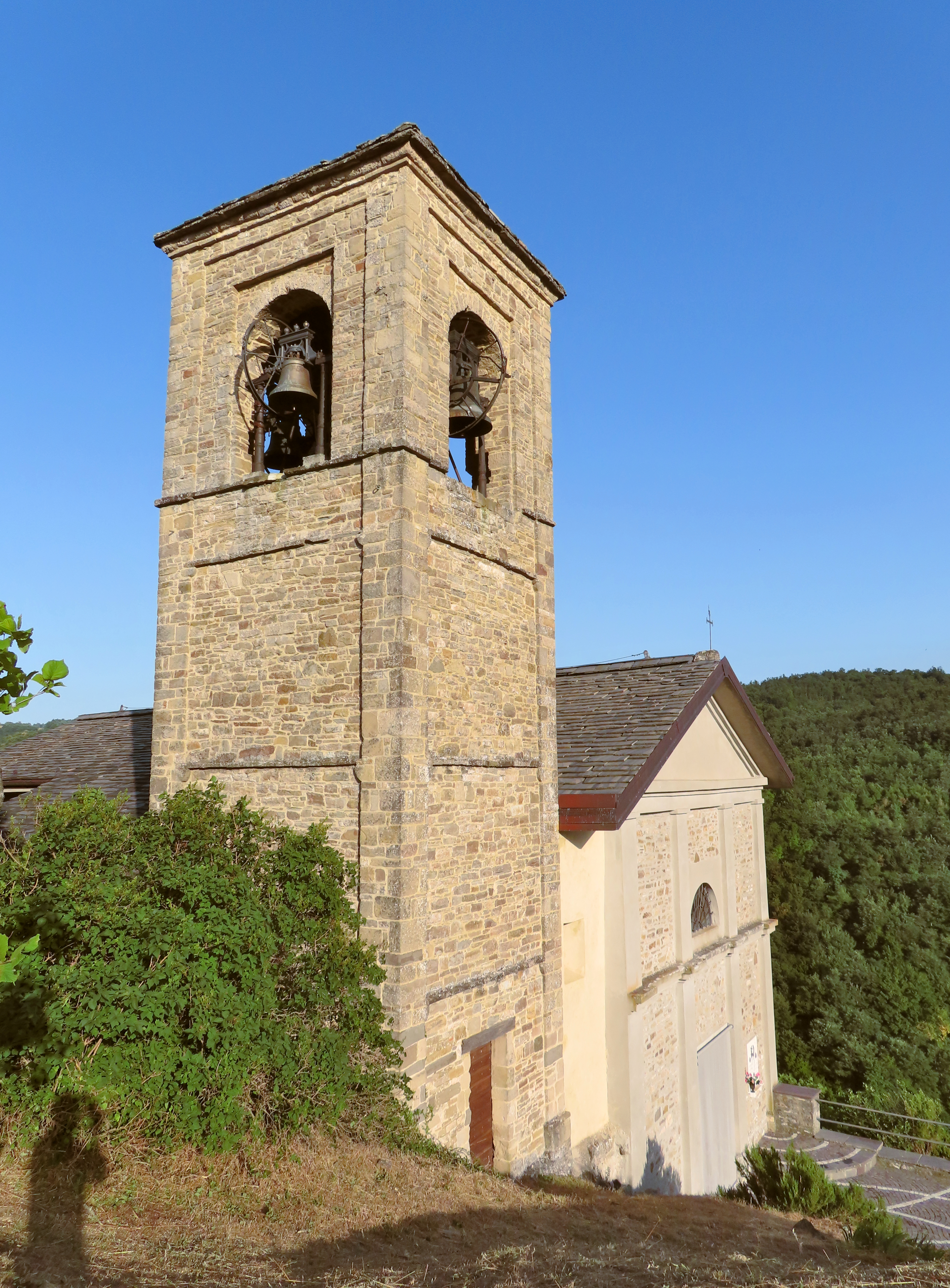
Facciata e campanile

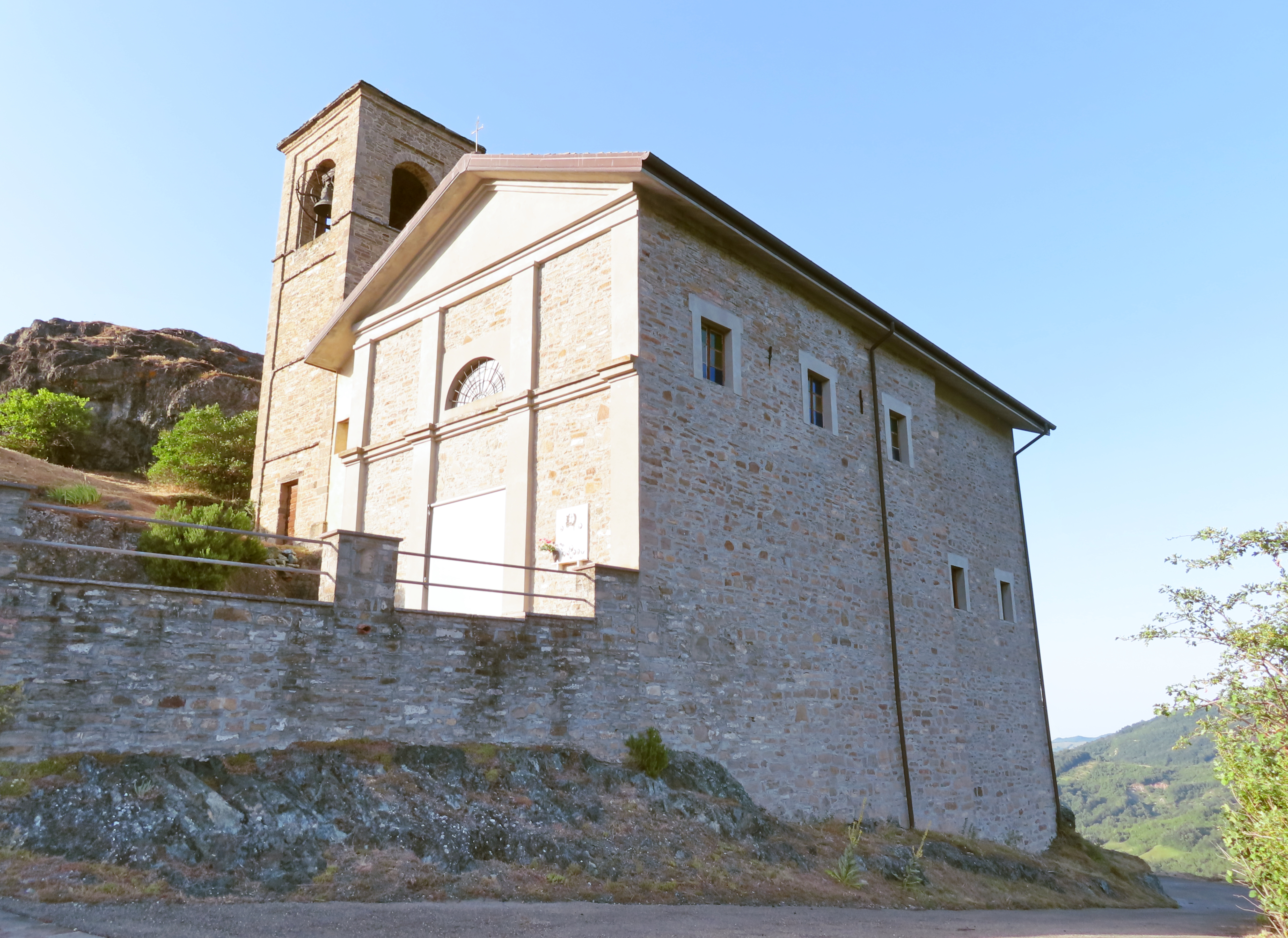
Facciata e lato sud

La chiesa si sviluppa su una pianta a navata unica affiancata da una cappella su ogni lato, con ingresso a ovest e presbiterio a est.
La simmetrica facciata a capanna, interamente rivestita in pietra, è suddivisa orizzontalmente in due parti da un cornicione modanato; è inoltre tripartita verticalmente da un doppio ordine di quattro lesene coronate da capitelli dorici. Inferiormente è collocato nel mezzo l'ampio portale d'ingresso, delimitato da cornice; superiormente si apre al centro una finestra a lunetta; in sommità si staglia a coronamento un largo frontone triangolare.
Sulla sinistra, in continuità col prospetto principale, si erge su una base quadrata la torre campanaria in pietra, decorata in corrispondenza degli spigoli con lesene; la cella campanaria si affaccia sui quattro lati attraverso ampie monofore ad arco a tutto sesto.
I fianchi sono illuminati da tre finestre rettangolari sulla destra e due sulla sinistra, ove è presente la sagrestia; la muratura che separa il campanile dall'aula conserva varie tracce delle strutture della chiesa medievale.
All'interno la navata, coperta da volta a botte lunettata, è scandita in tre campate da paraste coronate da capitelli dorici, a sostegno del cornicione perimetrale in aggetto; in corrispondenza della terza campata si affacciano le due piccole cappelle laterali, contenenti due nicchie che ospitano le statue della Madonna sulla destra e del Sacro Cuore sulla sinistra.
Il presbiterio, lievemente sopraelevato, è coperto da una volta a botte suddivisa in due campate e decorata nel mezzo con un affresco raffigurante la Colomba dello Spirito Santo. Al centro è collocato l'altare maggiore marmoreo a mensa, con paliotto scolpito da Paolo Perotti con un bassorilievo raffigurante la Cena di Emmaus.